# 幸福路上 (電影)
《幸福路上》是一部在台灣製作的2D手繪動畫電影，於2018年1月5日上映。該電影由宋欣穎執導及擔任編劇，主要配音包括桂綸鎂、陳博正、廖慧珍、魏德聖等人。劇情透過一名台灣小女孩的成長與悲傷喜樂過程，來回顧台灣1970至2010年代期間的歷史記憶。
影片上映後除了獲得第55屆金馬獎的最佳動畫長片獎項之外，也有在台灣海外的2018年東京動畫獎奪得動畫長片評審團大獎、德國斯圖加特國際動畫電影節拿下最佳動畫長片獎等榮譽。在2018年10月24日美國影藝學院公佈第91屆奧斯卡金像獎之最佳動畫長片的初選25部名單裡，此片亦是其中角逐作品之一。

## 劇情大綱
林淑琪生於1975年4月5日，那天是蔣中正的忌日，因此她的一生在台灣從一黨專政轉變為民主體制的社會中長大。在她結婚並移民美國後某日，收到阿美族祖母逝世的消息，在返台參加葬禮時，兒時的回憶湧入腦海，而她也一直看到祖母的靈魂。看到故鄉的變化與父母的不合，她開始思索自己不幸福的原因。
在林淑琪（小琪）兒時，林家搬到新莊幸福路168號，小琪在小學因為有四分之一的阿美族血統而被嘲為番仔，她交到美台混血的朋友貝蒂，並吃了她給的美國巧克力；而與小琪同桌的是市長的公子，去過美國迪士尼樂園，這使小琪對台灣本土文化反感，並產生美國夢。他們在國語政策的體制下，閱讀「蔣公看小魚逆流而上」的課文，在小琪某次生日時，她的表哥阿文送給她一塊黑色手錶，由於顏色不是小琪想要的紅色，小琪才知道阿文的視力受損，原因是他閱讀了禁書並遭警總刑求，小琪在課堂上轉述此事，被班導師警告，同時小琪也受到阿文啟發，學習獨立思考與質疑威權。
由於小琪著迷於《幾度夕陽紅》等小說並疏於功課，她的母親拚命打工，讓小琪上補習班並期望她當醫生，之後小琪發奮讀書，進入北一女就讀。她偶遇廢除懲治叛亂條例的抗議行動，並受到陳幸妤啟發，決定放棄自己毫無興趣的理化、轉讀文史哲，也因勤於參與街頭運動而荒廢學業。大學畢業後，小琪對未來感到不安，後來她進入報社就職，經常熬夜加班讓她更加茫然。她想起兒時的美國夢，便應人在美國的阿文之邀，赴美進修和就業。
小琪和美國人安東尼因為耶誕商品上的台灣製造標誌而認識，婚後移民美國，小琪也懷有身孕，但她對有孩子感到不安，安東尼也不希望有小孩，除此之外，小琪和安東尼也因為興趣和文化差異而產生隔閡，最終導致兩人離婚。小琪感到無力與悲傷，但她的父母完全接受她的一切，並歡迎她回到這個家，也歡迎她肚裡的孩子來到這個家，他們合唱了鳳飛飛的〈祝你幸福〉。

## 角色
| 角色     | 配音                  | 介紹 |
| -------- | --------------------- | --- |
| 林淑琪   | 桂綸鎂 吳以涵（童年） | 本作女主角，家人與親友常以「小琪」來對她稱呼。在小時是個喜愛沉浸在幻想，希望能未來成為一位有用大人的小女孩。 青春時期她雖然考上了名校，但有感內心其實並不希望父母替她規劃未來，之後放棄了家人想要她從事醫生的期望。 她隨後在表哥介紹下前往美國工作，並在當地結婚。但稱不上愉快的婚姻生活，使得她對於自己人生仍感到迷惘。 |
| 小琪爸爸 | 陳博正                | 一名在食品工廠上班，個性溫和的老好人，平時有購買彩券試手氣的嗜好。 他在小琪長大時因腿傷被工廠強迫退休，之後為了生計擔任社區警衛的職務餬口。 |
| 小琪媽媽 | 廖慧珍                | 是一個性格開朗、身材有些微胖的婦女，與丈夫深愛著小琪，並期望她能夠考上醫生賺大錢。 她為了貼補家用會抽空做手工、到幼稚園煮飯等等，在小琪長大後則做起了資源回收。 |
| 小琪阿嬤 | 吉娃斯·吉果           | 來自花蓮鄉間的一名阿美族老婦人，有著不拘泥於小節、豪放的性格。 小琪起初曾對她一些行為不能理解而不太敢面對她。往後她則成為小琪有煩惱時，吐露心聲最好的對象。 |
| 阿文     | 魏德聖                | 小琪的表哥，是個一頭長髮、戴著大大眼鏡的年青人，也是小琪家族中的第一個大學生。 他在戒嚴時代曾因為閱讀被管制的書籍而遭警方詢問打傷，在事件過後仍鼓勵小琪要懂得去思考、質疑世上的事情。 |
| 莊貝蒂   | 黎家秀 黃品瑄（童年） | 小琪的同班同學之一，是個性格有點膽怯、父親為美國人的混血兒，和小琪有相當好的交情。 成年後嚮往演藝圈發展但未能如意，只能改在聲色場所裡謀生。之後感受到內心深愛著肚內所懷著的小生命，而決心努力活著。 |
| 許聖恩   | 陳柏惟 徐湛淯（童年） | 小琪的同班同學之一，起初雖愛對小琪惡作劇，不過之後與小琪、貝蒂變成常一同行動的朋友。 長大後在新莊當地開設一間機車行，並在大樓「博士的家」居住。但在921大地震發生後，因住家大樓倒塌而離世。 |
| 徐文約   | 林郁聰 李冠毅（童年） | 小琪的同班同學之一，出身富裕的身家，是當時市長的兒子，長大後選擇在家鄉當地從政。 |
| 安東尼   | Anthony Van Dyck      | 小琪在美國認識的男友，與他結婚後因價值觀上差異的緣故，最後只能以離婚收場。 |

## 製作

### 過程
在2008年期間，前往美國芝加哥哥倫比亞學院就讀有關電影方面學科的宋欣穎，有一天在課堂上被導師要求編寫一篇關於「自己是誰、從何而來？」內容的文章，當時宋欣穎被這份作業的題目給刺激到，開始在內心有著構想一部有關自己出身、所生長土地的劇情故事。另外宋欣穎觀賞過的由瑪嘉·莎塔碧所創作，描寫自己過去在伊朗成長、成年後離開家鄉的自傳動畫《茉莉人生》，也對她在劇情靈感上產生不小影響。
之後宋欣穎拍攝的一些短篇作品，有被公共電視臺的製作人馮賢賢給注意到。在與馮賢賢會面時，宋欣穎有向對方提出想嘗試製作一部名叫《幸福路上》、內容描述著台灣社會背景的作品。
2012年起宋欣穎將時間開始全心投入在《幸福路上》的拍攝。為了取得資金，宋欣穎先製作一篇較短的雛形作品參加2013年金馬創投，之後獲得了百萬獎勵金來拍攝。
獲得金馬創投的百萬獎金後，《幸福路上》仍有難以找尋有意投入的金主、經費不足情況。之後靠著天使投資、十多位投資者，以及在2016年回到金馬創投發表本作前5分鐘的完成內容來吸引其他人目光，才得以完成問世。

### 取材

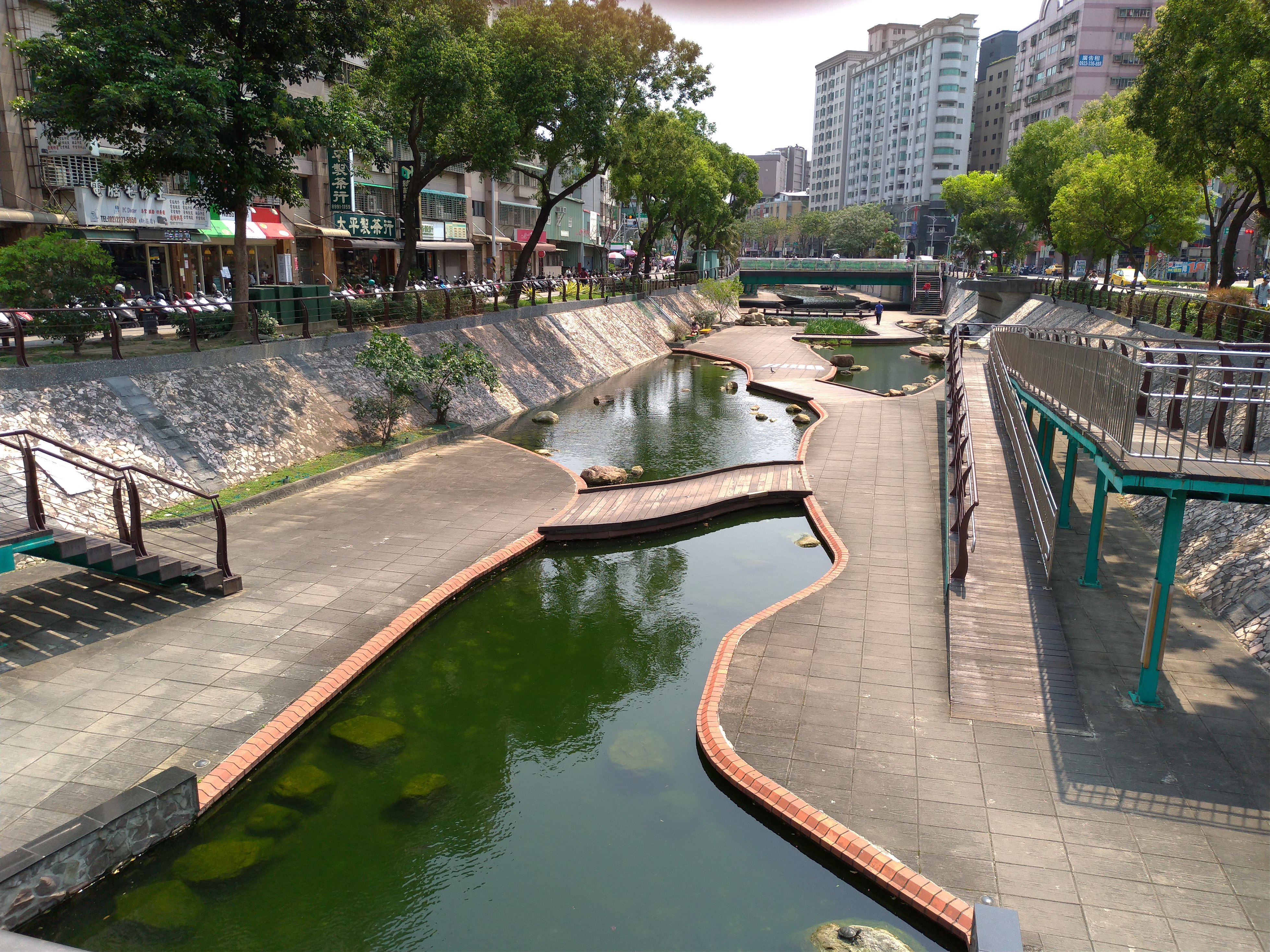
影片的取景地點：新北市新莊區幸福路一帶的中港大排，此區域是宋欣穎小時的居住環境。

片中的林淑琪居住的家鄉幸福路，來自宋欣穎小時搬到台北縣新莊市裡確實存在的街道。在幸福路週遭跟劇中同樣有著一條大排水溝，該地點是宋欣穎小時拿來當作遊戲、做天馬行空幻想的地方。
劇情裡所登場人物，有許多是取材自宋欣穎相處的父母家人與朋友。其中宋欣穎的阿嬤與劇中林淑琪的阿嬤相同，都是來自花蓮的阿美族老婦，宋欣穎小時曾對阿嬤咀嚼著檳榔以及一些其它行為不能理解，並覺得阿嬤讓她在同儕之間沒面子，而她製作《幸福路上》這部片，有部份出發點是想對已不在的阿嬤表達出歉意。林淑琪的小學好友貝蒂，則是出自於宋欣穎小時候所認識一位同樣名叫貝蒂的美國人朋友，貝蒂長大後的際遇，有從過去進駐在台灣的美軍遺留在當地的子女之相關口述紀錄來獲取靈感。
宋欣穎從小到大的成長過程，不少都被引用在劇中。例如她在小學裡有經歷過要敬仰領導者的偉人教育，此風氣在她成長時期則被推翻掉，這種反差的情況，讓宋欣穎安排林淑琪的生日與蔣中正逝世日為同一天來當作效果。而在她就讀高中時，台灣社會慢慢脫離戒嚴時期期間發生過的獨台會案，則讓她作為劇中阿文表哥所遭遇經歷的參考。其它像野百合學運、台灣第一次政黨輪替等等社會事件，都有成為在劇中出現的橋段。

### 動畫
最初宋欣穎是打算將此作品製作成一系列的短篇，但考量到短篇系列動畫在台灣市場上難以獲利，而改成在電影院上映的長篇動畫。畫面作法上，宋欣穎認為3D動畫太偏向科技感，較不適合表現出兒童內心的幻想世界，於一開始便定案要以2D手繪的方式進行。
在作品的雛形短片方面，宋欣穎當時是交付給二名剛出社會的動畫師製作，之後完成的作品則在2013年的台北電影獎與金馬創投會議上展出來尋求資助者。
正式版長片的動畫部分執導，是由曾創作過短篇動畫《蠱》的黃士銘、與《黑熊阿墨》的趙大威聯手擔任。在製作過程中有為了避免人物畫風偏向美式或日式動畫，造成不像台灣當地人形象的情況，有從大家收集的生活照裡來設計人物。《幸福路上》在製作過程裡有發生著進度落後情況，因此有請曾在宏廣動畫公司任職過的資歷深動畫師，以及印尼當地的動畫代工廠協助。

### 配音
作品主角林淑琪的成年時期配音，是由女星桂綸鎂擔任。桂綸鎂之前曾擔任2013年金馬創投的評審，當時她相當欣賞宋欣穎帶來參賽的這份作品而支持她得獎，而桂綸鎂剛好也讓宋欣穎覺得類似劇中成年的林淑琪，事後便邀請她替部此動畫配音。
林淑琪爸媽的配音則是分別找來演員「阿西」陳博正與廖慧珍，擅長臺灣話的陳博正對於劇裡一些出現台語的台詞有給予很多建議和修改，廖慧珍本人活潑的氣息與劇中媽媽相符，而讓宋欣穎相中請她擔任。
表哥阿文是最後才敲定配音人選的角色，並且是在製片人的提議下找來了電影導演魏德聖出面。宋欣穎過去在跑記者時期，便曾採訪過當時尚未有名氣的魏德聖，而阿文表哥造型完成後的模樣，也剛好有和魏德聖神情相似的巧合。

### 歌曲
片中林淑琪一家人常演唱的歌曲，為歌手鳳飛飛在1972年發表的《祝你幸福》。而與影片同名的片尾曲《幸福路上》，則由同樣出身在新莊的蔡依林演唱，其中該曲目部份歌詞裡便有引用著鳳飛飛的《祝你幸福》。對於片尾曲的演唱風格，蔡依林表示著是以偏向「訴說著一名女孩子的故事」方式來進行。

## 上映
《幸福路上》在成品尚未完工時，製作團隊曾有先做出一部在各大電影院於正片上映前所播放的電影分級制度宣傳短片，其中該片裡所登場的人物便是林淑琪一家人。
本片製作完畢後，有先在2017年10月期間舉行的釜山國際影展裡參展播放，之後在11月25日的第54屆台北金馬影展上被挑選為閉幕片。影片的正式公開，是在2018年1月5日於台灣當地戲院上映，之後累積約台幣1200多萬元的票房成績。
台灣海外部份，除了有在香港、馬來西亞等地上映之外，也有在2018年8月1日於法國巴黎公開。《幸福路上》之後另陸續在義大利的遠東影展、印尼的峇里島國際電影節等影片活動展出。2019年11月29日正式在日本院線上映。

## 評價
| 媒體           | 累積評分 |
| -------------- | -------- |
| MUBI           | 3.7/5    |
| 爛番茄         | 76 / 100 |
| 開眼電影網     | 6.5 / 10 |
| 網路電影資料庫 | 7.1 / 10 |

在台灣當地對於《幸福路上》的評價部分，高雄電影節評審之一鄭秉泓提及這部影片有著動人的細膩劇本，主角林淑琪可謂是歷屆台灣動畫作品裡最矛盾又最平凡的主角，她對於人生的困惑與迷茫，表現出台灣社會過去六、七年級世代人民一路走來的縮影。政治學家吳介民認為，此影片有達到讓人重新回溫台灣過去的一段歷史，並在一些橋段會讓他心裡去思考問題，而好的藝術作品便是會人去思考問題的。小說家朱宥勳表示作品的節奏雖然很緩慢，不過正因為緩慢才能讓人去思考它所想呈現的內容，而結尾劇中人物雖然都沒有解決掉任何問題；但卻不會很輕率地向觀眾暗示一切都沒事，這種寫實的表達手法是一個很好的處理方式。歷史學家陳翠蓮覺得這是一部政治味十足的動畫，認為台灣的社會環境，長期是如劇中阿文表哥這類失意人的逃離之地，而留在台灣的人民，最後受環境影響容易會變成像小琪阿嬤認為「有飯吃就是幸福」這樣悲觀的現象。畫面手法上，短篇動畫《缺乏名字的場所》的導演徐國峰對於影片在現實與幻想的場景中，分別採用樸實與奔放的不同畫風來表現是很好的方式；但在一些寫實的場景上有細緻度略嫌不夠情況，是較為可惜的地方。
海外人士的看法方面，日本動畫導演本鄉滿表示很多電影在世界上播放後就會消失；但《幸福路上》是一部會流傳到往後的電影。日本藝術家奈良美智則認為此片的表現手法上，有另人聯想到動畫導演高畑勳的風格。海外媒體報導部份，法國的《世界報》評論指出：「若把這部片比擬為冰淇淋，想必是一杯鮮奶油草莓聖代，感覺粉紅、柔滑、清涼又甜蜜，這是宋欣穎首部動畫長片的美學，而且幾乎可以肯定，她還會繼續讓觀眾出乎意料」。印尼的《雅加達郵報》表示這部片透過戲劇性的社會、政治、文化的轉變，繪製出集體的回憶。美國的《好萊塢報導》認為縱使此部影片有些缺陷，但其意義性超越了品質問題，它對於台灣曾經發展過；但現已幾乎滅絕的動畫產業是一個相當重要的繼承。

## 獎項

### 本片
- 2018年第55屆金馬獎：最佳動畫長片[44]
- 2018年第20屆台北電影節：百萬首獎、最佳動畫、觀眾票選獎[45][46]
- 2018年第17屆東京動畫獎：動畫長片評審團大獎東京都知事獎[7]
- 2018年第25屆斯圖加特國際動畫電影節：最佳動畫長片獎[8]
- 2018年首爾國際動畫影展：最佳動畫長片首獎[46]
- 2018年渥太華國際動畫影展：評審團特別獎[47]

### 影片企劃
- 2013年金馬創投會議：百萬首獎[48]

### 前導短片
- 2013年第15屆台北電影節：最佳動畫[49]
- 2013年第13屆高雄電影節：觀眾票選獎[50]
- 2014年第36屆金穗獎：最佳動畫[51]

## 外部連結
- 《幸福路上》官方網站[]
- 《幸福路上》的Facebook專頁